# Agder
Agder je okrožje (fylke) in tradicionalna regija v Južni Norveški. Okrožje je bilo ustanovljeno 1. januarja 2020, ko sta se združila stara okraja Vest-Agder in Aust-Agder. Od začetka 1900-ih se za to regijo pogosto uporablja izraz Sørlandet ('južna dežela'), včasih z vključitvijo sosednjega Rogalanda. Pred tem je območje veljalo za del Zahodne Norveške.
Območje je bilo srednjeveško majhno kraljestvo, po združitvi Norveške pa je postalo znano kot Egdafylki in kasneje Agdesiden, grofija v Kraljevini Norveški. Ime Agder se ni uporabljalo po letu 1662, ko je bilo območje razdeljeno na manjše administrativne enote, imenovane Nedenæs, Råbyggelaget, Lister in Mandal. Ime je bilo obujeno leta 1919, ko sta bili dve grofiji Norveške, ki sta približno ustrezali stari grofiji Agdesiden, preimenovani v Aust-Agder (vzhodni Agder) in Vest-Agder (zahodni Agder). Že pred združitvijo županij leta 2020 sta sodelovali na več načinov; Univerza v Agderju je imela lokacije tako v Aust-Agderju kot v Vest-Agderju, tako kot številne druge ustanove, kot so škofija Agder og Telemark, prizivno sodišče v Agderju in policijsko okrožje Agder.

## Ime
Ime Agder je starejše od norveškega jezika. Njegov pomen ni znan. Tako kot norveški jezik izhaja iz stare norveščine, Agder izhaja iz staronorveške besede Agðir. V zgodnji vikinški dobi, pred Haraldom Lepolasim, je bil Agðir majhno kraljestvo, v katerem je živelo ljudstvo, imenovano po njem, Egðir.
Nič v stari norveščini ne daje nobenega namiga o pomenu besede; ni bilo proizvedeno (iz znanih segmentov) v stari norveščini, kar pomeni, da je ime še starejše. Verjame se, da so Egðir etimološko enaki kot ljudstvo Augandzi, omenjeno v Getici Jordanesa, ki je pisal o Scandzi (Skandinaviji) v 6. stoletju. Če je Jordanesova Scandza palatalizirana oblika *Scandia, potem je Augandzi verjetno palatalizirana oblika *Augandii, prebivalcev *Augandia.
Ime tega obdobja bi moralo biti bližje protogermanskemu; dejansko se pojavlja beseda iz tistega obdobja in ustreza geografskemu izročilu tega časa: *agwjō (kar pomeni 'otok'), za katerega so verjeli Jordanes in vsi njegovi predhodniki, ki so pisali o Skandinaviji. Preprosta metateza povzroči morda pozno obliko *augjo-, vendar je ta izpeljava špekulativna. O Auganzi ni drugih dokazov in tudi njena povezava z Egderjem je hipotetična.

## Zgodovina
Norveška v vikinški dobi je bila razdeljena na majhna kraljestva, ki so jim vladali poglavarji, ki so se potegovali za zemljo, pomorsko prevlado ali politični vzpon in iskali zavezništva ali nadzor s poroko z drugimi kraljevimi družinami, prostovoljno ali prisilno. Te okoliščine so povzročile na splošno burna in junaška življenja, zapisana v Heimskringli.
Na primer, saga o Ynglingih nam pove, da je Harald Rdečebradi, poglavar Agðirja, svojo hčer Åso zavrnil Gudrödu Halvdansonu, ob katerem je Gudröd vdrl v Agðir, ubil Haralda in njegovega sina Gyrda ter vzel Åso, če je ona hotela ali ne. Rodila je sina Halvdana (Črnega) in kasneje poskrbela za atentat na Gudröda. Zdi se, da so bili ti dogodki med kraljevimi družinami precej običajni. Njena beseda je bila zadnja v sporu, saj je njen vnuk Harald Lepolasi združil Norveško.
Kralji Agderja
Legendarni kralji
- Harald Agderking
- Víkar
- Kissa
- Kralj Bjæring

Monarhi Agderja (790–987)
- Harald Granraude, 7??–815, oče Åse
- Åsa, med 815 in 834–838, mati Halfdana Črnega
- Halfdan Črni, oče Haralda Lepolasega, od leta 838
- Kjotve Bogati, konec 9. stoletja
- Harald Gudrødsson Grenske, 976–987

Pred vikinško dobo je nekaj stoletna vrzel v zgodovini regije, vendar v Jordanesu najdemo tudi regije z istimi, vendar prejšnjimi oblikami imen, verjetno tudi majhna kraljestva pod zdaj neznanimi poglavarji. Prejšnji najbolj verodostojen vir, Ptolemaj, daje najkrajše skice, vso Norveško pa navaja le kot Chaedini ('podeželje'). Morda razlika med kraljestvi ni bila dovolj pomembna, da bi jih navajali posamično.
Pred takrat najbolj verodostojnim in spoštovanim virom je Tacit v 44. poglavju Germanie opisal Suiones, ki so bili razdeljeni na civitates (kraljestva?) vzdolž obale Skandinavije in so bili neobičajni v lastništvu flot posebne vrste ladij. Te so bile zašiljene na obeh koncih in so jih poganjala vesla, ki jih je bilo mogoče preurediti ali poslati za prehod po reki. Niso bile odvisne od jadra (tako pravi Tacit), vendar se razen tega ne razlikujejo od vikinških ladij. Ti civitates so šli po vsej Skandinaviji do Arktike ali vsaj do regij zelo dolgih dni, kjer so se ustavili.
Zdi se jasno, da so Norveško v rimski železni dobi poseljevali ljudje iste identitete kot Švedsko, ki so jih latinski viri imenovali Suiones. Pri naselitvi obale v neki točki v prazgodovini jih je teren razdelil na civitates. Te države so prevzele predvsem zemljepisna imena ali imena posameznikov ali mitoloških likov. Agder je bil eden izmed njih.
Po združitvi Norveške s strani Harolda Lepolasega z vojsko in zavezniki v 10. stoletju so vse civitates postale province (fylker) in po njihovem spreobrnjenju v krščanstvo postale škofije ali župnije. Razvoj stare norveščine v lokalna narečja in disimilacija običajev zaradi izolacije sta območju dodala etnični pridih, ki ga cenimo še danes.

## Geografija
Provinca Agder meji na Rogaland na zahodu, Vestfold og Telemark na vzhodu in Skagerrak na jugu. Pokrajina je skladna z regijo Južna Norveška.
Največja reka je Otra, ki teče skozi Setesdal od severa proti jugu. Najvišja gora v provinci je 1507 m visok Sæbyggjenuten na meji s Telemarkom.
Pomembni cestni povezavi sta E 18 od Osla do Kristiansanda in E 39 od Kristiansanda do Bergna. Najpomembnejša povezava sever-jug je Riksvei 9 v Setesdalu. Sørlandsbanen (Oslo–Stavanger) z odcepom do Arendala (Arendalsbanen) je na voljo kot železniška povezava. Največje letališče v pokrajini je letališče Kristiansand.

### Občine
1. januarja 1838 je stopil v veljavo zakon formannskapsdistrikt, s katerim so bile ustanovljene lokalne občine po vsej Norveški. Občine so se skozi čas spreminjale z združevanjem in delitvijo ter številnimi popravki meja. Ko je bilo okrožje Agder ustanovljeno 1. januarja 2020, je imelo 25 občin:
Risør, Grimstad, Arendal, Kristiansand, Lindesnes, Farsund, Flekkefjord, Gjerstad, Vegårshei, Tvedestrand, Froland, Lillesand, Birkenes, Åmli, Iveland, Evje og Hornnes, Bygland, Valle, Bykle, Vennesla, 	Åseral, Lyngdal, Hægebostad, Kvinesdal, Sirdal.